# Дьомаэндрёд
Дьомаэндрёд (венг. Gyomaendrőd) — город в медье Бекеш в Венгрии на реке Кёрёш. Занимает площадь 303,98 км2, на которой проживает 15095 жителей.

## Этимология
Название города произошло от слияния названий населённых пунктов Дьома и Эндрёд.
Дьома было личным именем, используемым древними венграми. Например, предка семьи Синьи Мерше звали Дьома. Таким образом, деревня Дьома получила своё название от первого владельца или жителя по имени Дьома.
Эндрёд был назван в честь владельца или жителя по имени Эндре.

## География
Город расположен в северной части медье Бекеш, на северной окраине Бекешской равнины, на левом берегу реки Кёрёш, рядом с равнинами Солнок-Тури и Кёрёш.
Соседние населённые пункты: на севере — Туркеве, на северо-востоке — Деваванья, на востоке — Кёрёшладань, на юго-востоке — Чардасаллаш и Мезёберень, на юге — Хуня, на юго-западе — Эрменькут и Сарваш, на северо-западе — Мезётур.

### Транспорт
Город можно достигнуть по автодорогам из Бекешчабы или Сольнока по шоссе 46, из Шарваша по шоссе 443. Со стороны Деваваньи ведет дорога 4231, а со стороны Керешладаня — дорога 4232; с Кондорошем и Сентешем город соединяет дорога 4642. Южную границу города также пересекает дорога 4641, соединяющая Мезёберень и Шарваш.
По железной дороге город доступен на линии MÁV 120 (Будапешт–Солнок–Бекешчаба–Лёкёшхаза) и линии 127 (Кёрёшнадьхаршань–Весцё–Дьома). Железнодорожная станция Дьома расположена на линии 120 между остановкой Надьлапош и станцией Чардасаллаш, а на линии 127 — после станции Деваванья и остановки Кёосигет.
22 октября 2014 года был открыт дорожный путепровод, соединяющий шоссе 46 и модернизированную железнодорожную линию 120.

## Климат
Климат континентальный, количество солнечных часов — 2000 в год. Это средний показатель по стране. Среднегодовая норма осадков составляет 600 мм в год. Лето теплое, зима хоть холодная и снежная, но мягкая, круглый год переменная облачность.

## История
Согласно археологическим данным, территория Дьомаэндрёда была заселена уже семь тысяч лет назад, первыми поселенцами были различные народы так называемой культуры Кёрёш медного века, жившие за счет земледелия и скотоводства.
Бронзовый век имел гораздо большее значение (1800—750 годы до нашей эры). Использование бронзовых изделий получило широкое распространение в этом районе и дало огромный импульс развитию сельского хозяйства. Помимо достижений в сельском хозяйстве, большое значение приобрела и торговля. К этой эпохе (750—500 годы до нашей эры) относятся первые народы, рассматриваемые как этнические группы: иллирийцы и фракийцы.
Эти народы не могли долго наслаждаться миром, так как с востока появлялись скифы с железными стрелами и представляли собой всё большую опасность. В этот период в регионе появилось больше этнических групп, в первую очередь даки, сарматские кланы и даже кельты. Во время переселения за ними последовали гунны, авары и печенеги. Многочисленные народы и остатки народов, жившие здесь, стали объединяться и стремились мирно жить рядом друг с другом.
Первое письменное упоминание о Дьоме относится к 1332 году, Эндрёд впервые упоминается в 1416 году. Дьома — это многонациональное промышленно-развитое поселение, получившее статус торгового города, а Эндрёд за последние века превратился в густонаселённую католическую сельскохозяйственную деревню.
Два поселения существовали в тесной связи на протяжении веков, а затем объединились в 1982 году как Дьомаэндрёд. Поселки получили статус города в 1989 году.

## Достопримечательности
Римско-католическая церковь Святого Эмерика (Сент Имре) в Эндрёде была построена в 1804 году в стиле позднего барокко. Её святым покровителем является принц Сент-Эмерик, который также фигурировал на старом гербе Эндрёда. Старинные церковные скамьи являются зарегистрированным памятником и представляют особую ценность. Первые камни в фундамент были заложены 6 ноября 1798 года. Так как старая церковь находилась слишком близко к реке Кёрёш (всего в 8 шагах) и постоянно находилась под угрозой затопления, то новую церковь поставили южнее старой и подальше от реки. Его открытие состоялось 5 ноября 1804 года, а освящение 9 мая 1824 года. Каменные статуи святых Петра и Павла были изготовлены в Эгере в 1808 году и помещены в ниши на переднем плане церкви. В то время в церкви было пять колоколов, из которых сегодня функционируют только три: Святой Стефан, Святой Эмерик и так называемый Колокол Смерти.

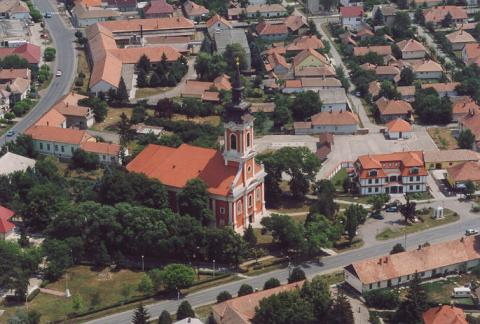

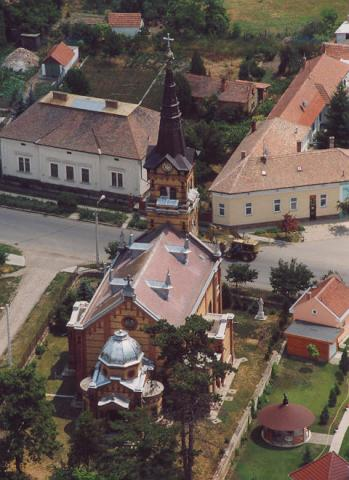

### Католическая церковь Святейшего Сердца Иисуса
В Дьоме возвышается мощное здание, католическая церковь Святейшего Сердца Иисуса. Это Иерусалим местной римско-католической общины. 8 апреля 1848 года вспыхнул сильный пожар, и католическая церковь сгорела дотла вместе с приходом и многими домами. Новая церковь и пресвитерий были основаны в 1862 году. Фундамент нынешней церкви был заложен 1 мая 1877 года по проекту Алайоша Хаусманна, профессора Технологического университета. К планам были приложены документы, передающие информацию о прежних обстоятельствах эпохи и раскрывающие имена и данные религиозных и светских магистратов. Церковь построена в стиле неоренессанс, а на главном алтаре изображено Святейшее Сердце Иисуса. Он имеет расписной кессонный потолок, а в алтарях находятся мощи святых: Святого Иннокентия и Святой Фаустины.

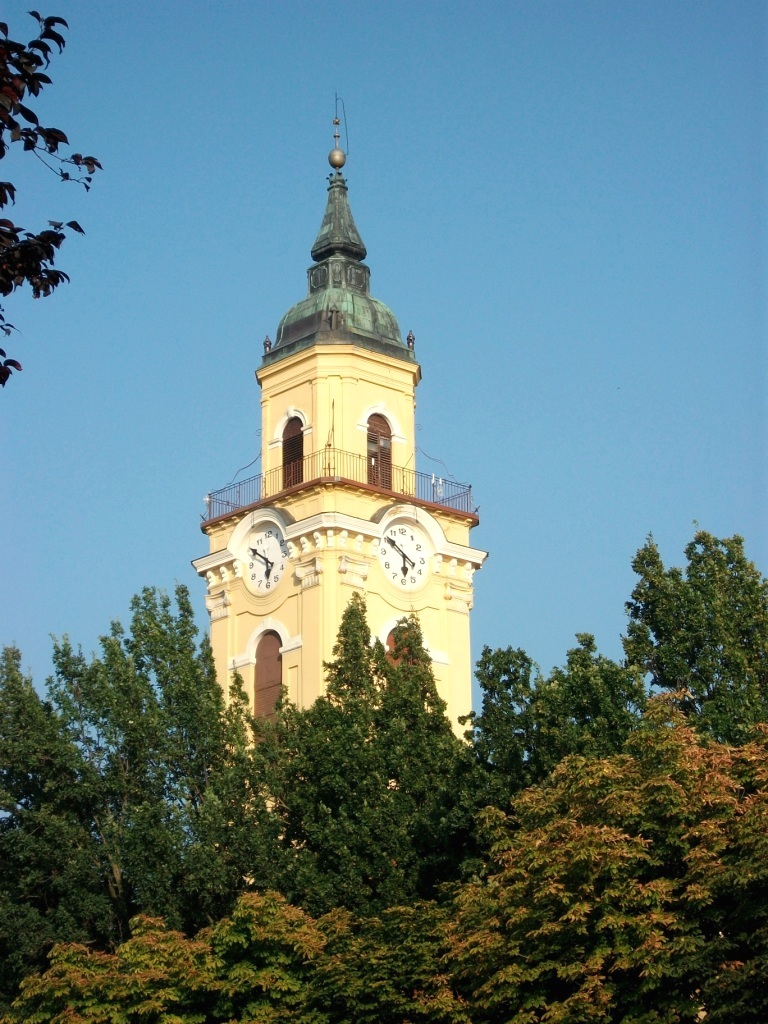

### Реформаторская церковь
Строительство церкви длилось 22 года. Фундамент башни был заложен в 1791 году, но письменных сведений о строительстве у нас нет. Хотя фундамент был заложен только в 1807 году, возводить неф начали уже с 1805 года. Неф был освящен 8 августа 1813 года. Орган был спроектирован мастером-каменщиком Жигмондом Паппом (резчиком-любителем, художником и скульптором) и построен с помощью мастера-деревщика. Дубовые двери церкви также вырезал Жигмонд Папп.

### Лютеранская церковь
В 1830 году в Дьому переселили немцев, чтобы поднять город до ранга рыночного города и, таким образом, иметь право открывать рынок. Немецкие переселенцы бесплатно получали земельные участки с огородами в так называемом «немецком районе». Церкви и школы получили от помещика бесплатные участки для строительства, а также землю для обработки, чтобы прокормить себя. Новообразованная лютеранская община Дьомы получила собственного пастора и церковь. Строительство здания было завершено и освящено в 1862 году немцами, переселившимися сюда из Мезёберень, Шемлака и Вадкерта. Всё убранство было завершено, колокола отлиты и установлены, когда в 1887 году загорелась башня церкви. Крыша и внутренние помещения церкви сгорели, и их пришлось восстанавливать. К 1888 году церковь была закончена и её снова освятили. В саду лютеранской церкви выставлены два мемориала. Одна мемориальная доска установлена в память о депортированных в Советский Союз и павших во время Второй мировой войны. Другой посвящён павшим смертью между 1914—1918 годами в Первой мировой войне.  

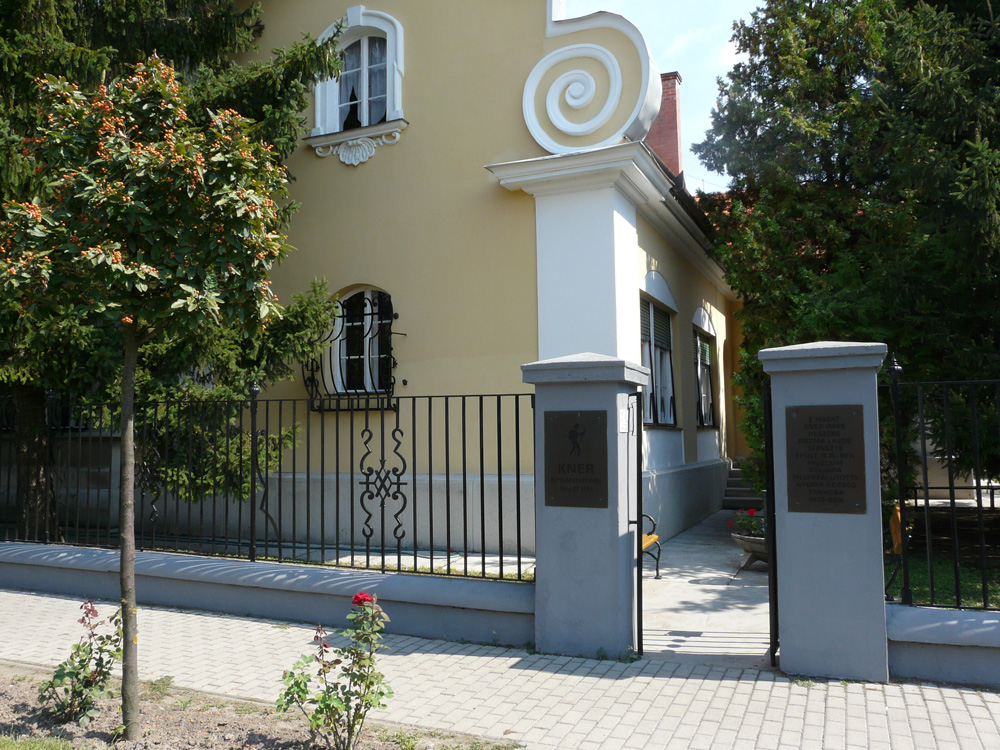

### Музей печати и типографии Кнер
Коллекция музея истории печати и типографии Кнер находится в бывшей резиденции Имре Кнера. Дом был спроектирован Лайошем Козмой и построен в 1925 году в стиле так называемого «народного барокко». С 1970 года здесь находится одна из самых полных коллекций печатных изданий в стране. В постоянной экспозиции музея представлены работы членов семьи Кнер и история типографии Кнер с момента её основания в 1882 году до наших дней. Вы можете увидеть книги, приглашения на арт-балы, календари, открытки, плакаты, релизы, современные фотографии и исторические документы, созданные в прессе. Экспозицию дополняют работающие переплетные и печатные машины.

### Городская галерея Белы Видовски
Открытое 4 декабря 1993 года выставочное пространство в шести залах представляет публике работы художников: Белы Видовски (1883—1973), Маргит Корини (1897—1982), художника по графике и живописи Петера Иллесси (1902—1962), картины и эскизы Ласло Холло (1887—1976), скульптуры Яноша Пастора (1881—1945) из Венгерской национальной галереи.

### Барка музей истории региона
Центр для посетителей знакомит с естественной средой реки Хармас-Кёрёш и экологическими последствиями регулирования рек. Выставки, обучающие занятия, экскурсии помогут узнать и понять о взаимоотношениях между водой и человеком на протяжении многих тысячелетий. Презентация рыболовных традиций Кёрёша, важная роль рыбы в народном рационе и представление рыбы в качестве культурного символа являются центральными темами центра для посетителей. В образовательном и общественном пространстве, созданном с использованием инструментов передачи современных знаний и элементов традиционных выставок, посетители познакомятся с экологическим мышлением, приоритетом защиты окружающей среды и охраны природы в нашем современном мире.

### Ландшафтный дом Эндрёда и его краеведческая коллекция
Первым музейным выставочным пространством поселения Эндрёд является загородный дом, основанный в 1977 году. Музей, представляющий народную архитектуру и жилищную культуру крестьянского общества Эндрёда. Строителем здания, охраняемого как памятник, является Иштван Хунья, крупный фермер с 80 гектарами земли. Внушительный уличный фасад дома представляет классический архитектурный стиль урбанистического крестьянского вкуса.
Фермерский дом относится к типу домов Великой равнины, центрально-венгерского типа, включая версии с передним и боковым крыльцом. Вход в дом открывается с бокового крыльца и ведет отсюда на кухню. Из кухни идите в большой дом (большая комната) направо, в малый дом (маленькая комната) налево, а затем в верхнюю комнату. Вход в амбар также открывается с бокового крыльца.

### Термальный бассейн
Строительство курорта, спрятанного на территории площадью 2,4 га среди столетних дубов рощи Эржебет, велось с 1959 по 1963 год. Термальная вода со щелочным гидрокарбонатом, содержащая значительное количество фтора, получила сертификат лечебной воды в 1960 году. Построенное на площади 2000 м2, впечатляющее крытое здание располагает учебным бассейном, бассейном для релаксации с овальными бассейнами, лягушатником и сауной. Медицинское отделение предлагает полное физиотерапевтическое лечение желающим выздороветь. Лечебное отделение состоит из двух термальных бассейнов с лечебной водой. Эти бассейны дополняют медицинские услуги, которые помогают облегчить проблемы приезжающих сюда гостей. В открытых бассейнах, окруженных величественными деревьями, есть как затененные, так и солнечные места для приятного отдыха. В спа-центре есть лечебный бассейн с температурой 39 — 40 °C, плавательный бассейн, детский бассейн, пляжный бассейн с разнообразными развлечениями. Лечебные воды термальных ванн отлично подходят для лечения хронических заболеваний, таких как ревматические заболевания, невралгия или радикулит. Оказывает заживляющее действие при переломах, атрофии и хроническом воспалении.

### Музей кукол Аранка
В здании центра для посетителей Кёрёш находится Музей кукол Аранка: в четырёх залах коллекция из почти 1000 игрушечных кукол с другими дополнительными игрушками, такими как плюшевые мишки и оборудование для детской комнаты. Куклы на выставке принадлежат доктору Латоркай-Уйхази Аранке. Их подарили городу: Тереция Аранка Латоркай-Уйхази и доктор Янош Латоркай.

## Известные жители города
- Бела Видовски — живописец, художник (1883—1973).
- Ференц Каллай (Дьома, 1925 — Будапешт, 2010) — Лауреат премии Кошута (1973), актёр, режиссёр.
- Изидор Кнер (1860—1935) — основал свою типографию Кнер в 1882 году.
- Имре Кнер (1890—1944) — сын Изидора Кнера, основателя типографии Кнер.
- Кальман Розахедьи (6 октября 1873 — 27 августа 1961) — венгерский актёр и педагог.
- Янош Пастор (1881, Дьома — 1945, Будапешт) — был известным венгерским академическим скульптором первых десятилетий XX века.
- Тюнде Франко — одна из ведущих сопрано Венгерской государственной оперы.

## Население
В 2001 году 98 % населения города утверждали, что они венгры, 1 % цыгане и 1 % других национальностей.

Во время переписи 2011 года 84,4 % жителей идентифицировали себя как венгры, 4,5 % как цыгане, 1,2 % как немцы, 0,2 % как румыны и 0,2 % как словаки. Религиозное распределение было следующим: католики 25,3 %, реформаторы 10,8 %, лютеране 1,3 %, внеконфессиональные 35,2 % (26,3 % без ответа).
| Год  | Численность | Численность |
| ---- | ----------- | ----------- |
| 2013 | 13 688      | [ 6 ]       |
| 2014 | 13 456      | [ 7 ]       |
| 2019 | 12 784      | [ 8 ]       |
| 2021 | 12 639      | [ 9 ]       |
| 2022 | 12 155      | [ 10 ]      |
| 2023 | 12 144      | [ 11 ]      |
| 2024 | 12 003      | [ 1 ]       |

## Галерея

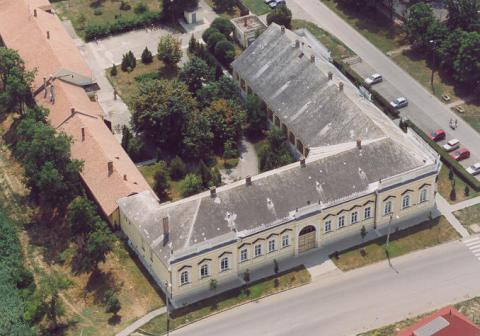
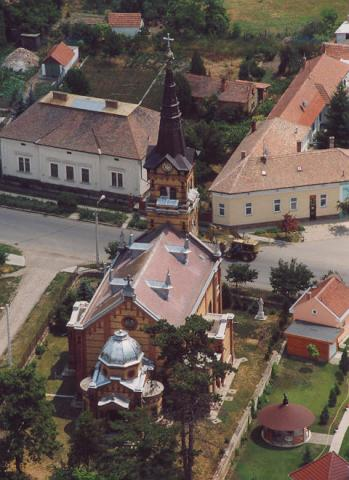
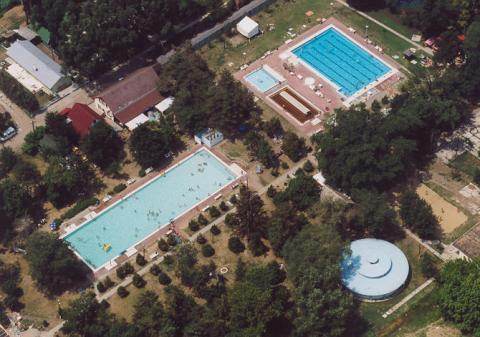
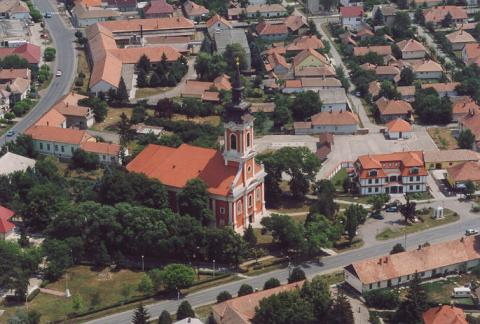

## Города-побратимы
- Аюд, Румыния